# Martyna Łukasik
Martyna Łukasik (Danzica, 26 novembre 1999) è una pallavolista polacca, schiacciatrice del Galatasaray.

## Carriera

### Club
La carriera di Martyna Łukasik comincia nelle giovanili del Jasieniak nel 2012, mentre un anno dopo passa a quelle del Gedania. Nella stagione 2016-17 approda all'Atom Trefl Sopot, giocando sia nella formazione giovanile che in quella militante nella Liga Siatkówki Kobiet; l'annata successiva veste invece la maglia del Trefl Proxima Kraków.
Nella stagione 2018-19 viene ingaggiata dal Chemik Police, sempre nella massima divisione polacca, con cui vince tre Coppe di Polonia, premiata come MVP nell'edizione 2018-19, due Supercoppe polacche, riconosciuta come miglior giocatrice nell'edizione 2023, e quattro scudetti.
Nell'annata 2024-25 si trasferisce in Italia vestendo la maglia dell'Imoco, in Serie A1, aggiudicandosi la Supercoppa italiana, il campionato mondiale per club, la Coppa Italia, lo scudetto e la Champions League; nell'annata successiva, invece, approda in Turchia, dove con il Galatasaray si disimpegna in Sultanlar Ligi.

### Nazionale
Nel periodo compresto tra il 2015 e il 2017 viene convocata nella nazionale under 20 polacca, mentre nel 2016 è convocata sia nella selezione under 18 che in quella under 19.
Nel 2018 ottiene le prime convocazioni nella nazionale maggiore, con cui conquista la medaglia di bronzo alla Volleyball Nations League 2023, venendo riconosciuta anche come miglior schiacciatrice della manifestazione, ottenuta anche nelle edizioni 2024 e 2025.

## Palmarès

### Club
- Campionato polacco: 3

2019-20, 2020-21, 2021-22, 2023-24
- Campionato italiano: 1

2024-25
- Coppa di Polonia: 4

2018-19, 2019-20, 2020-21, 2022-23
- Coppa Italia: 1

2024-25
- Supercoppa polacca: 2

2019, 2023
- Supercoppa italiana: 1

2024
- Campionato mondiale per club: 1

2024
- CEV Champions League: 1

2024-25

### Premi individuali
- 2019 - Coppa di Polonia: MVP
- 2023 - Volleyball Nations League: Miglior schiacciatrice
- 2023 - Supercoppa polacca: MVP